# Teoría quimiosintética
La teoría biosintética, o teoría quimiosintética, también llamada teoría del origen físicoquímico de la vida, es aquella que postula que los átomos se agruparon formando asociaciones cada vez más complejas a partir de las cuales, luego de miles de millones de años, se originaron las primeras moléculas, aunque estas no deberían ser llamadas células en si, debido a que son diferentes a las células de hoy en día que son mucho más complejas, en ese entonces esta célula muy primitiva era solo un ARN.

## Síntesis
Según la teoría del Big Bang, la Tierra se habría formado hace 5000 millones de años junto con el resto de los planetas del sistema solar. Pero sería hace 4600 millones de años cuando la Tierra habría reducido su actividad volcánica y comenzó a enfriarse. 
Debido a la elevada concentración y combinación de moléculas como el metano, el amoniaco y el hidrógeno (el cual confería un carácter reductor a la atmósfera primitiva), se originaron compuestos orgánicos de alta masa molecular. La energía de la radiación solar, la actividad eléctrica de la atmósfera —donde se producían constantes tormentas— y fuentes de calor como los volcanes, actuaron de catalizadores en este proceso. 
Como resultado dichos compuestos disueltos en los océanos, dieron origen al llamado caldo primitivo, del que surgirían a su vez las primeras formas de vida.

## Formación de coacervados
Según el Experimento Miller Urey, se habría comprobado la formación de elementos simples en las condiciones de la atmósfera primitiva (formada de azufre, vapor de agua y otros gases). Continuando con la teoría, es posible que esos elementos (N2, CO2, NH3) se unieran y formasen cadenas químicas, que con el tiempo se desarrollarían en ejemplos de proteínas y, más tarde, moléculas de ácidos nucleicos. Dada la ausencia de capa de ozono, es posible que tales células se creasen y fueran destruidas sin cesar por la radiación solar directa. 
Después de millones de años, tales células pudieron evolucionar a sistemas orgánicos más complejos, lo que les habría permitido multiplicarse. En cierto momento posterior a esta división, ambas células pudieron unirse en una sola estructura, adquiriendo así una membrana que los habría convertido en organismos únicos. Posteriormente, estas «gotitas de coacervado» debieron obtener alimento a través de la energía solar, realizando el proceso de la fotosíntesis y enviando oxígeno puro a la atmósfera, lo que a la postre daría lugar a la capa de ozono.

## Etapas

### Primera etapa de la teoría quimiosintética
- Formación de sustancias sencillas:
  - Hidratos de carbono
  - Aminoácidos
  - Bases nitrogenadas
  - Ácidos grasos

### Segunda etapa
- Formación de sustancias orgánicas complejas:
  - Polisacáridos
  - Proteínas
  - Ácidos

### Tercera etapa
- Están todos como en una bolsa
- Aparición de las primeras formas de vida (coacervados):
  - Proteínas
  - Hidratos de carburo
  - Ácidos
  - Ácidos nucleicos
  - Nitrato
  - Nitrato de potasio